# Citroën Type C
De Citroën Type C was een lichte auto die tussen 1922 en 1926 door het Franse autobedrijf Citroën werd gemaakt met bijna 83.000 stuks. De Citroën staat bekend als Citroën 5HP of 5CV in Frankrijk en was het tweede automodel dat door André Citroën werd gebouwd en op de markt werd gebracht, tussen 1922 en 1926. Het was ook de eerste auto in massaproductie die volgde op de 10 pk "Type A" (juni 1919); het waren de eerste Europese in massa geproduceerde auto's.
De eerste kleur waarin hij gemaakt werd was geel, (een licht "grapefruit-achtig" geel) wat hem de eerste bijnaam "petite citron" (kleine citroen) opleverde. Hij kreeg ook de bijnaam "cul de poule" (kippenkontje), "bootstaart" of "bootdek-Citroën", wat verwijst naar de taps toelopende achterkant van de carrosserie van de kleine auto, en ook "Trefle" (klaverblad), wat verwijst naar de vorm van de driezitsuitvoering.

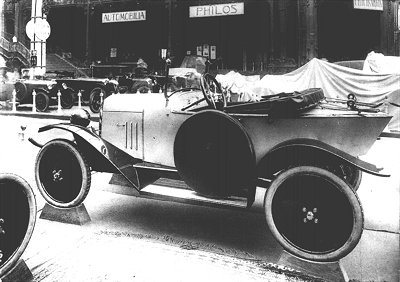
Mondial de l'Automobile van 1921

## Geschiedenis
Bronnen:
Terwijl de Franse regering door middel van belastingvoordelen autofabrikanten aanmoedigde om te investeren in fietsen, gaf André Citroën er de voorkeur aan om zich te richten op kleine wagens. De 5 CV's waren de eerste Citroën die in de sector van de kleine auto's terechtkwamen die werd vervolgens gemonopoliseerd door Peugeot en Renault.
Ondanks de gelijkenis met de door Jules Salomon ontworpen Type A, was de 5 pk in feite het werk van ingenieur Edmond Moyet die enkele maanden eerder een zeer gelijkaardig voertuig voor Amilcar had gemaakt, de "CC".
Het genie van André Citroën was het promoten van deze auto bij een vrouwelijk publiek, wat in die tijd zeer ongebruikelijk was. Vele reclamedocumenten van 5 CV vertegenwoordigden de auto die door een jonge vrouw werd bestuurd.
Met de 5 CV's sloot Citroën zich aan bij het autorijden voor de massa. Dit wordt benadrukt door het feit dat de 5 CV's ook op krediet konden worden gekocht, een nieuwe methode voor die tijd, dankzij een consumentenkredietmaatschappij, opgericht door André Citroën.
Na een trage start in 1922 was het succes zo groot dat het vanaf 1924 goed was voor bijna de helft van de verkoop van Citroën en de eerste Europese volkswagen werd. De verkoopprijs van de 5 CV "Torpedo" in 1922 (8.500 FR) was ongeveer 60% van die van de 10 pk (13.900 FR).
De oorspronkelijke commerciële naam: 5 HP werd 5CV in 1925 ter gelegenheid van de wijziging van de berekening van het vermogen van de motoren: van HP (horse power) naar CV (cheval vapeur).
Tussen 1919 en 1925 werd een netwerk van 5000 agenten opgebouwd. Exclusieve dochterondernemingen en dealers waren over de hele wereld gevestigd: Groot-Brittannië, Italië, Japan, Spanje, België, Noord-Afrika, Australië, Zuid-Amerika enz. Vanaf 1925 werden er fabrieken gebouwd in Spanje, Italië, Polen, Algerije, België en Engeland om de douaneheffingen op ingevoerde producten te ontduiken (zoals: Mac Kenna-belastingen in Engeland).
De in mei 1922 gelanceerde "Torpedo" was een tweezitsversie, die in 1923 beschikbaar kwam in een luxere "Cabriolet"-versie. In 1924 werd een driezitterversie van de "Torpedo" geïntroduceerd, eerst met een "klapstoel", daarna met twee zitplaatsen voorin en één achterin, die de bijnaam "Klaverblad" kreeg.

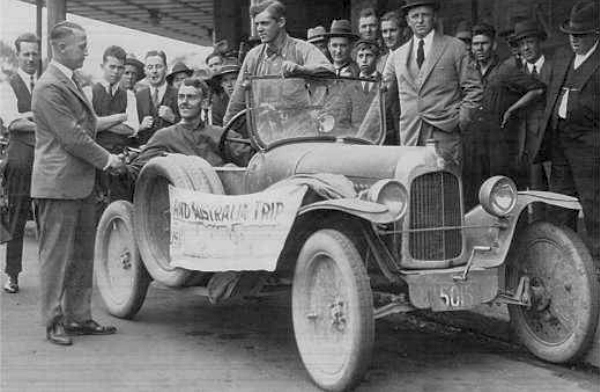
"Bubsy" arriveert in Sidney - dec. 1925.

De 5 CV was een toonbeeld van betrouwbaarheid en zuinigheid in vergelijking met de concurrentie; hij was extreem robuust, zoals bleek uit de reis van 17000 km in vijf maanden rond Australië in 1925 van Bubsy, een "gebruikte" torpedo met twee studenten aan boord: in extreme omstandigheden ... zonder enig motorprobleem.
Ook al was de 5 CV een succes, maar was hij onvoldoende rendabel en om de introductie van de "all steel" B14 voor te bereiden, besloot André Citroën persoonlijk, tegen de algemene opinie in, de productie in mei 1926 stop te zetten. Een C4 "all steel"-versie werd overwogen, maar werd opgegeven vanwege de buitensporige kosten.
Vandaag de dag is de 5 CV de typische oldtimer van de jaren 1920. Het succes is te danken aan het feit dat het al een enorm commercieel succes was in zijn tijd en dat het ook mogelijk is om hem heel gemakkelijk te herbouwen van historische onderdelen en herfabricage.
Van de 83 000 gebouwde 5 pk's zijn er vele omgebouwd tot bedrijfswagens, tractoren, enz. Geschat wordt dat er ongeveer 3000 (4%) hebben overleefd.

## Techniek
Source

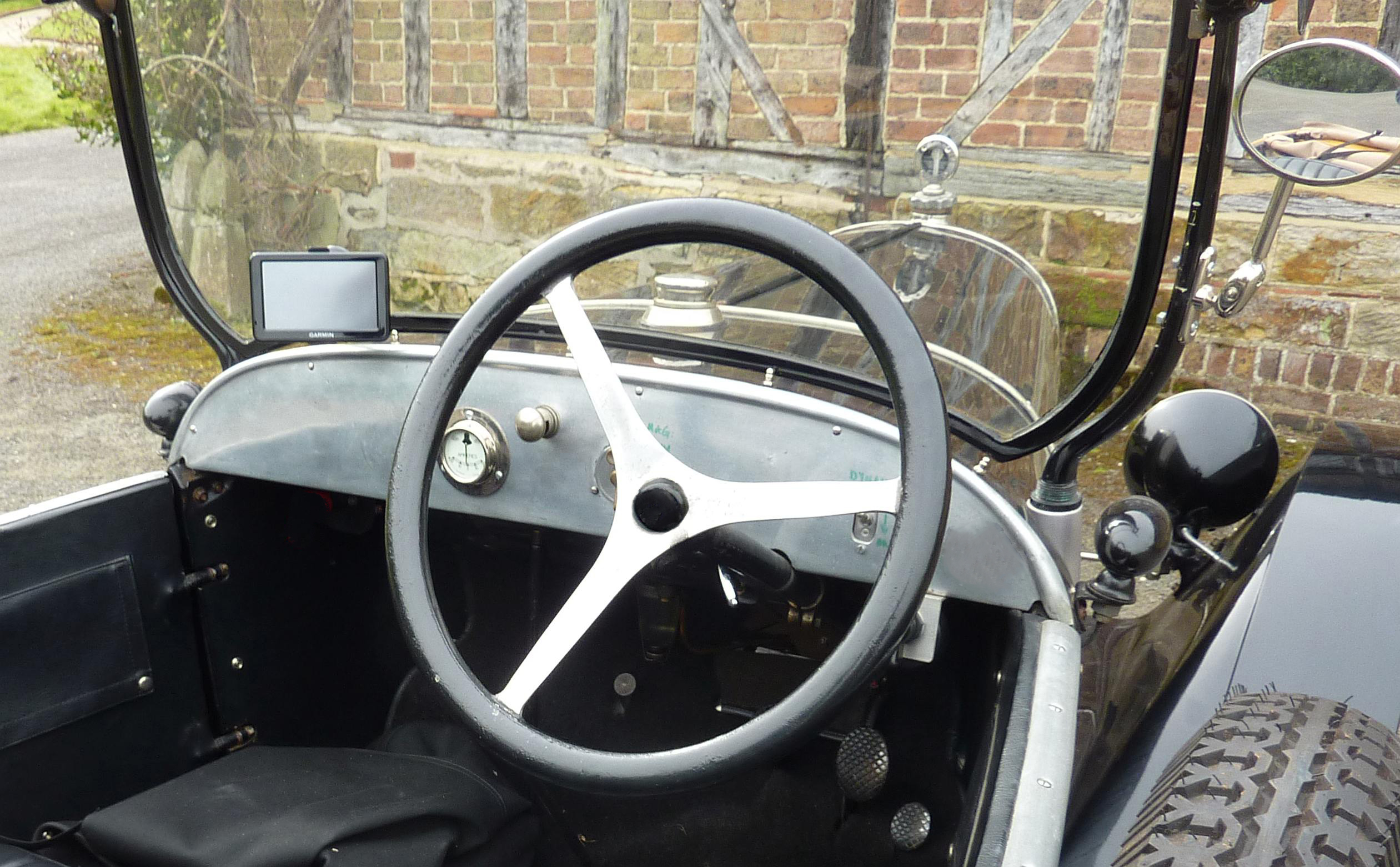
Bedieningselementen op Torpedo T2 C2

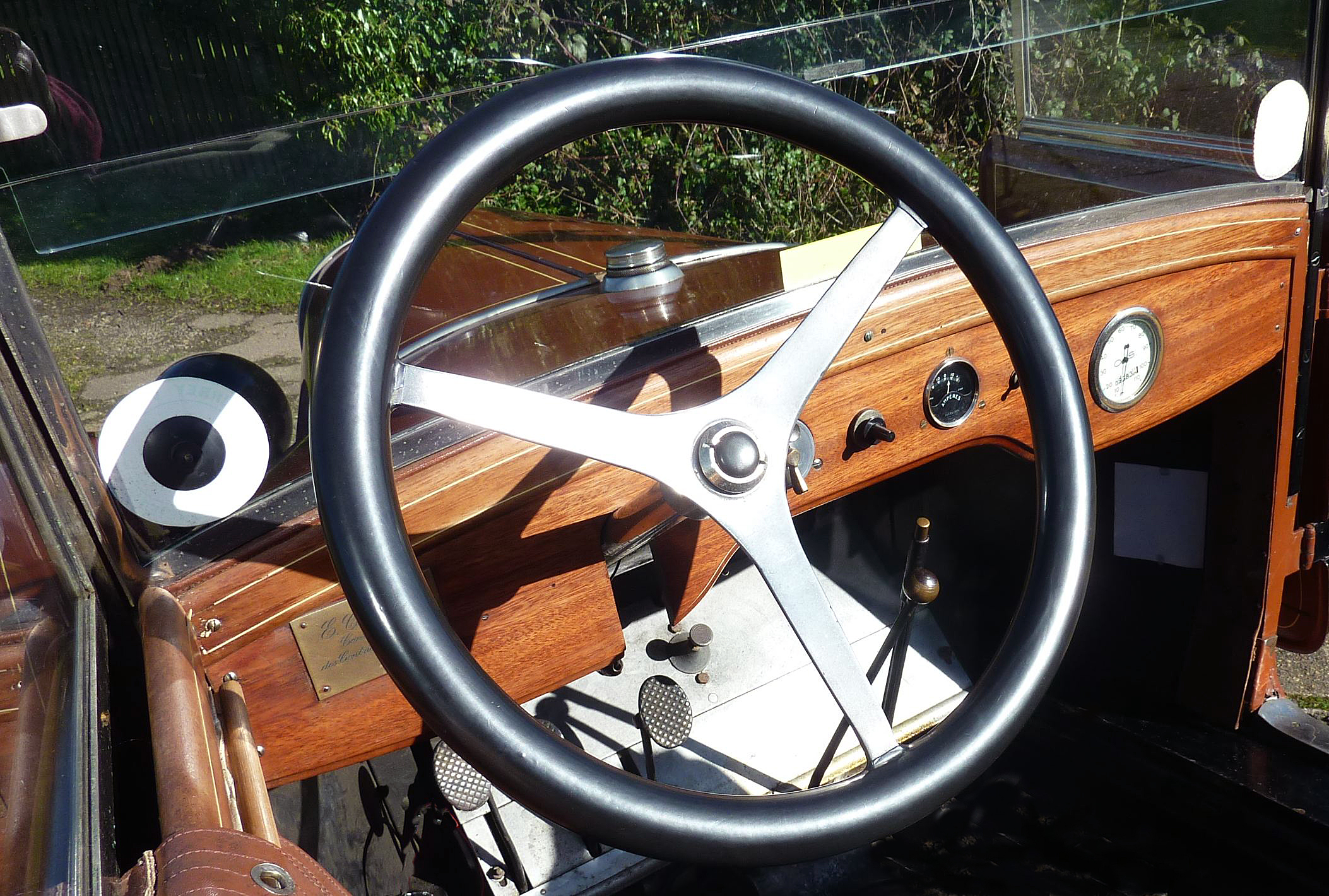
... en op Cabriolet C3 TL C3

De kleine Citroën was de concurrentie voor: hij was uitgerust met een differentieel en een elektrische starter, waardoor de auto werd geadverteerd als bijzonder geschikt voor vrouwelijke bestuurders die gevoelig zijn voor rijgemak. Het gewicht van 543 kg is hoofdzakelijk dat van de motor, de versnellingsbak en de achteras. De maximumsnelheid was 60 km/u met een brandstofverbruik van 5 l/100 km.
De 5 CV's werden geassembleerd in de Levallois-fabriek (Parijse voorstad), en de assemblage van de auto was in de Javel-fabriek; rechtsgestuurde versies waren beschikbaar voor de Franse markt (er was nog steeds vraag naar) en voor de export (Engeland, het Gemenebest, Zweden, Argentinië, Australië).
De carrosserie was van een houten constructie, waarop de carrosseriedelen werden genageld. Het was de laatste Citroën met een houten carrosserie. De auto had slechts één deur, aan de passagierskant ging deze naar voren open. De scharnieren waren onzichtbaar (behalve bij de "Cabriolet") en de trillingen werden geabsorbeerd door een dubbel kegelslot, zodat de deuren niet per ongeluk konden worden geopend.
Preproductievoertuigen hadden een motorkap met drie luchtsleuven, die snel gevolgd werd door een versie met zestien luchtsleuven. Het had een van de mooiste radiateurgrilles. In 1922 werd de radiator om technische redenen gescheiden in een koelelement en een vernikkelde buitenmantel. Aanvankelijk was de eerste Citroën-badge op de radiator voorzien van blauwe chevrons op een vernikkelde basis; later werden de kleuren omgewisseld.
De viercilinder, 856cc-motor had een boring van 55 mm en een slag van 90 mm, wat een vermogen opleverde van 8,2 kW (11 pk) en werd gekoeld door thermosiphon. Vanaf 1 juni 1925 werd het koelsysteem op alle modellen verbeterd door een ventilator (voorheen alleen op de Cabriolet).
Er was een enkele Solex-carburateur. De ontsteking door batterij, bobine en verdeler werd in eerste instantie, rond maart 1923 vervangen door een magneetontsteking.
De versnellingsbak had drie ongesynchroniseerde overbrengingsverhoudingen plus een achteruitversnelling; de rechte tandwielen had de neiging te "zingen" vooral in de eerste en tweede versnelling (niet in de derde, directe aandrijving) en werd luidruchtig als de tandwielen versleten waren of als de bus tussen de primaire en secundaire as loszat. Door deze overmatige speling werd de primaire trein verkeerd uitgelijnd ten opzichte van de secundaire trein, waardoor de tandwielen aan het uiteinde van de tanden werkten en er dus extra lawaai en voortijdige slijtage optrad.
Net als bij de meeste wagens uit die tijd zat het gaspedaal centraal tussen die van de koppeling en de rem.
Er werd niet geremd op de voorwielen, maar het remmen op de transmissie werd bediend door de voetrem en de achterwielen door een handremhendel. Remmen waren niet het sterkste punt van de auto; het was noodzakelijk om te anticiperen op de werking van de twee remsystemen en deze in balans te brengen met het risico dat een steekas zou breken. Vele 5 CV's zijn aangepast om de transmissierem en de achterremmen aan elkaar te koppelen en deze aanpassing werd uiteindelijk in serie aangeboden op de laatste 1926-modellen.

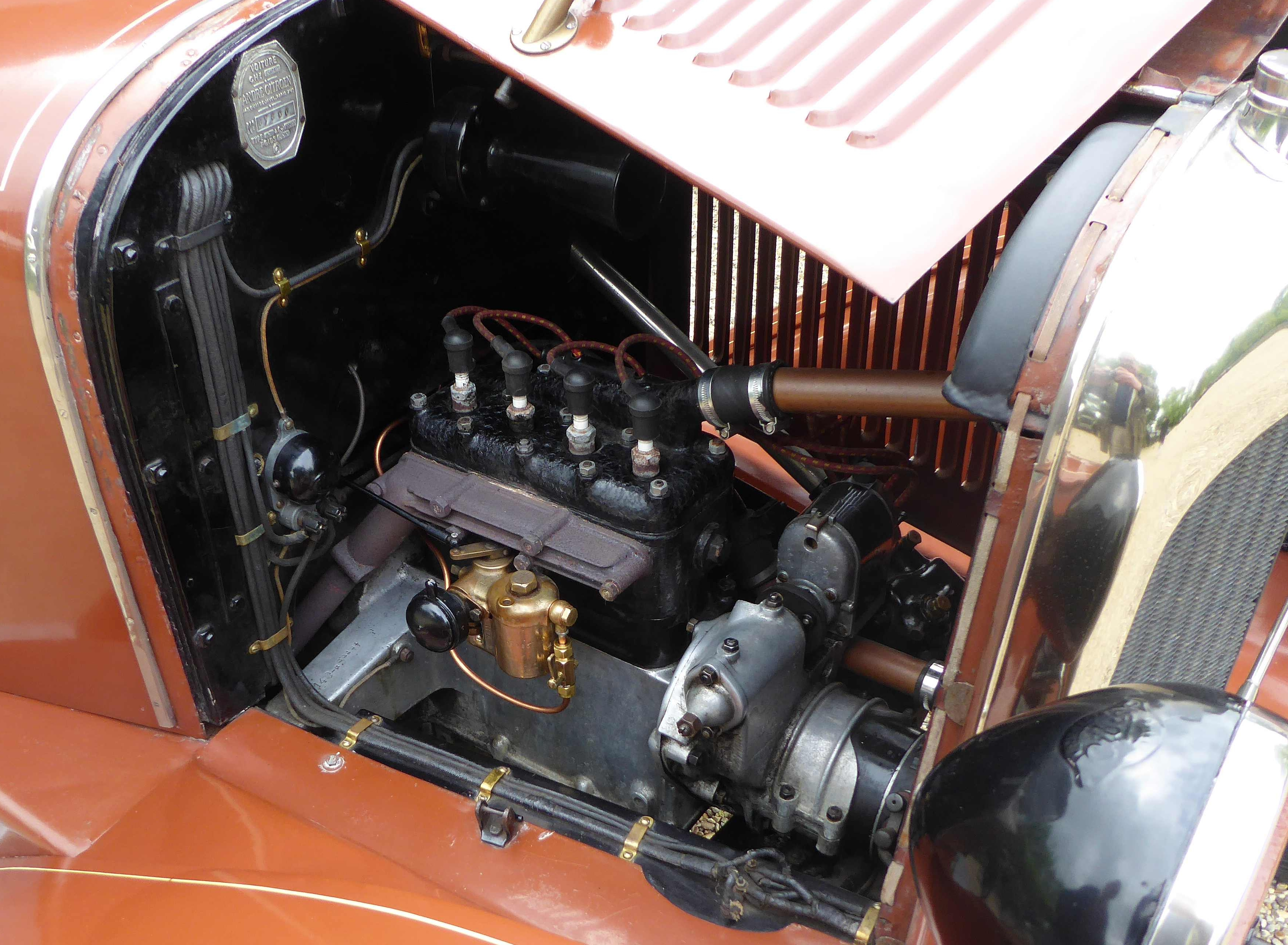
5HP motor 1924

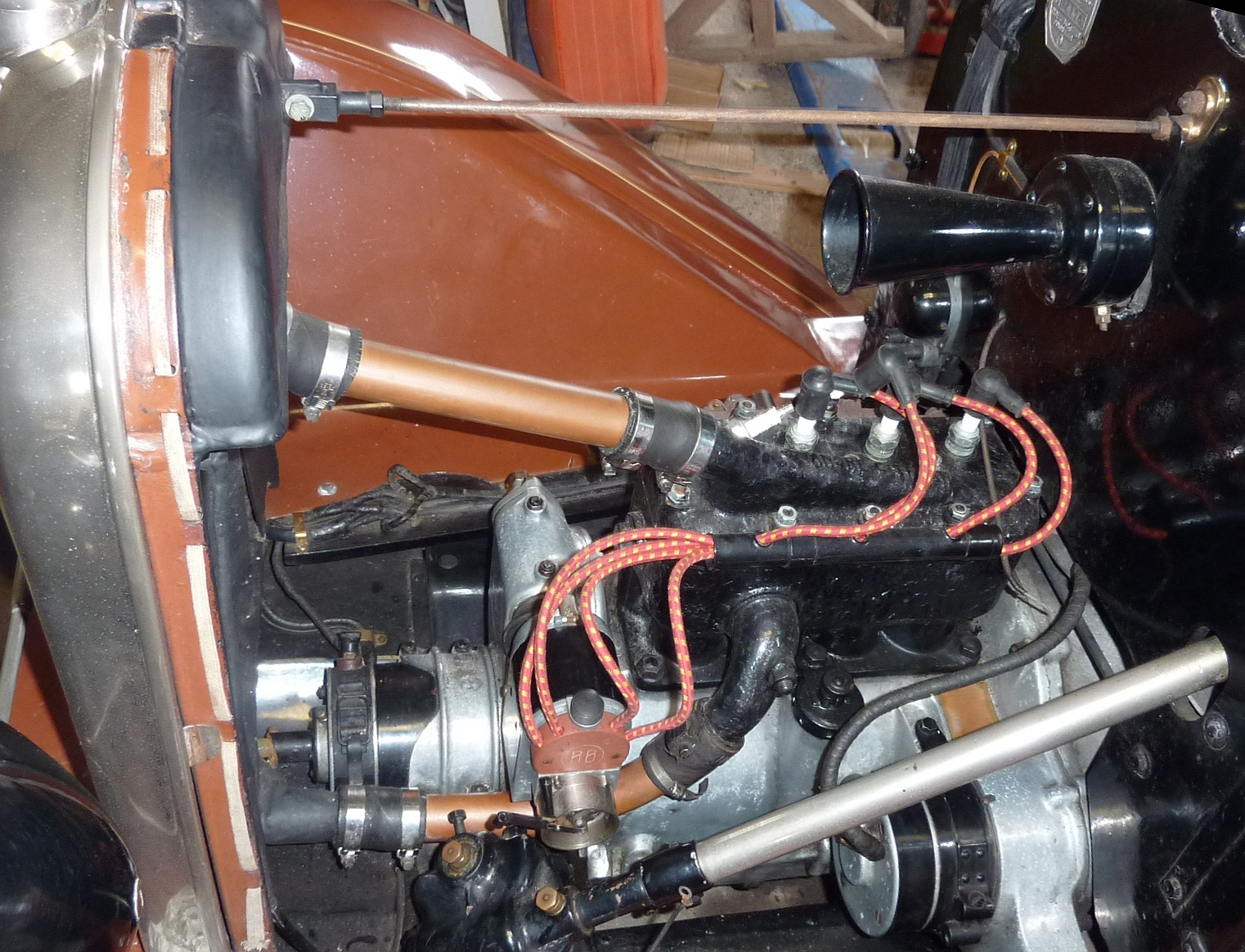
motor met RB magneetontsteking

Om vervorming van de U-vormige zijprofielen te voorkomen, was het chassis trapeziumvormig en versterkt met dwarsbalken.
De vering bestond uit vier omgekeerde kwartelliptische bladveren. Wrijvingsdempers werden vanaf 1925 gemonteerd aan de achterzijde op de zwaardere "Cabriolet".
Eind 1923 werd het korte chassis Type C.2 met 10 cm verlengd van 2,25 m tot 2,35 m en versterkt met een extra dwarsbalk achter die de achterkant van de carrosserie ondersteunde. Dit werd het lange wielbasis chassis Type C.3. De verlenging van de carrosserie was noodzakelijk geworden om de bouw van de nieuwe "driezits"-versie van de "Torpedo" en de "Voiture de Livraison" (bestelwagen) mogelijk te maken. De verlenging is te merken aan de grotere afstand tussen het reservewiel en het achterspatbord. Dit chassis werd zonder aanpassingen geproduceerd tot het einde van de productie.
De achteras was van het type "banjo" met een ronde of langwerpige (ovale) vorm. De tanden van het achteras-rondsel waren van het type "Citroën chevron". Een diagonale vertanding, die was gemakkelijker te produceren en robuuster, kwam in 1928 als vervangingsonderdeel beschikbaar.
Aanvankelijk werden de 700×80-draadbanden van het type Michelin "Cablé" met "hoge druk" gemonteerd, (4 tot 5 bar), vandaar een middelmatige wegligging en comfort. Ze werden in juni 1924 vervangen door Michelin "Cablé Confort" (ballon)-banden met een lage druk (2,5 bar), die aanvankelijk als extra werden aangeboden en in juni op alle auto's werden gemonteerd. 11-12×45-band op velgen verschenen in 1927 met "Confort Bibendum"-banden, lage druk (1,5 tot 1,75 bar) en werden gemonteerd als vervanging van de originele draadbandvelgen.
Omdat het uitrustingsniveau van de 5 CV relatief eenvoudig was, maakten veel leveranciers van onderdelen van de gelegenheid gebruik om meerdere oplossingen aan te bieden om het rijcomfort of de prestaties te verbeteren, zoals: bagagerek, benzinemeter (OS), waterthermometer (Boyer-Meter), snelheidsmeter en klokjes (Jaeger, OS), schokdempers (Houdaille, Repusseau), voorremmen (Poulet, Acmos), motorverbeteringen (Super-Culasse Desprez, Transformations F. Crespelle, Ruby-Ricardo-cilinderkop).
Voertuigen geïmporteerd naar Engeland of daar geassembleerd werden door de importeur in Slough (Londen) uitgerust met zijlichten, achteruitkijkspiegels, ruitenwissers en snelheidsmeters.

## Modellen
Source
In 1922-23 werden de tweezits Torpedo T2 en de tweezits Cabriolet TL op het korte chassis (C2) gemonteerd. In oktober 1923 worden deze carrosserieën, evenals de "bestelauto" VL en de "3-zits Torpedo" T3-1 dan op het lange chassis (C3) gemonteerd. In oktober 1924 wordt de Torpedo T3-1 vervangen door de "3-zits Torpedo Klaverblaadje" T3-2 met ruimte voor een enkele passagier achterin.

### Torpédo tweezits T2
Source
Productie: Korte wielbasis Chassis C2: mei 1922 tot september 1923 ... dan lange wielbasis chassis C3: oktober 1923 tot voorjaar 1925.

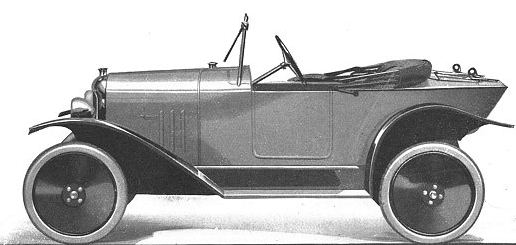
5HP C2 Torpédo 2 zitter originele versie - okt. 1921

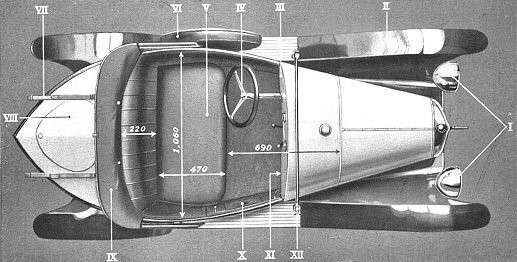
5HP C2 T2 Torpédo 2 zitter

De achterkant gaf de "Torpedo" een sportief uiterlijk, maar het voegde ook de bijnaam "Cul de Poule" (kippenkontje) toe.
De originele (C2-1922/23) carrosseriekleur was toen geel met de introductie van het lange chassis (C3-1924/25). De beschikbare kleuren waren: bordeauxrood, blauw of Havana (bruin). De comfortabele bank was eerst bekleed met kunstleder (C2): zwart, daarna (C3): rood, zwart (voor blauwe auto's) of bruin.
De vloerbekleding was kokostapijt. In de deur en naast de bestuurder werden opbergvakken aangebracht.
Het reservewiel werd aan de bestuurderszijde gemonteerd. Deurscharnieren waren niet zichtbaar. Aan de achterzijde van de auto was een kofferbak, bereikbaar vanaf de bovenkant en afgesloten met een deksel. Op de achterklep konden twee steunen worden gemonteerd voor een koffer van 40 × 80 cm.
De treeplanken waren gemaakt van aluminium versterkt met langsprofielen. Ze waren zwart van kleur, de bovenkant van de profielen was gepolijst. De spatborden waren van zwart gelakt metaalplaat. De koplampen (huis: zwart geverfd; randen: vernikkeld) waren met elkaar verbonden door een verstelbare vernikkelde dwarsstang.
Het gepolijste en bewerkte aluminium dashboard was eenvoudig, met alleen een ampèremeter en een koplamp/ontstekingsschakelaar.
Het scharnierpunt van de beweegbare voorruit werd in het bovenste derde deel geplaatst.
De cabriokap was rond een enkele as te openen en met waterdichte stof bekleed. De kapbeugels waren gebogen essehout. Alle zijgordijnen waren voorzien.
De vlakke spatborden, genaamd "ailes plates" werden voor het model van 1926 vervangen door afgeronde spatborden "ailes rondes": er werden maar weinig van dit model gemaakt.

### "Torpedo driezits een Strapontin" (met "klapstoel") T3-1
Source
Productie: Lange wielbasis chassis C3: oktober 1923 tot eind 1924.

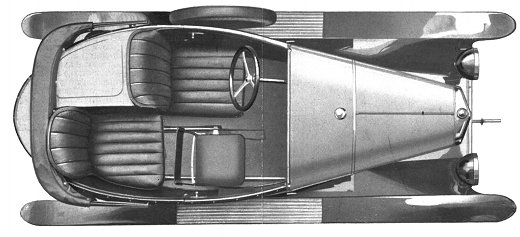
Citroën 5HP Torpedo T3-1

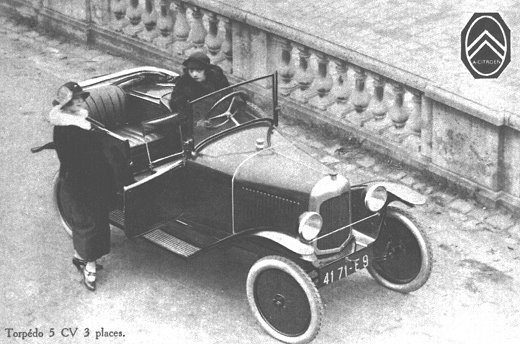
5HP C3 T3-1 Torpedo driezits a Strapontin - Catalogus 1923

De carrosserie, gebaseerd op de tweezits "Torpedo" maar met een ronde achterkant werd vergroot om ruimer te zijn dan de Torpedo T2. Het reservewiel werd aan de bestuurderszijde gemonteerd.
De deur is met 7 cm vergroot ten opzichte van het T2-model.
De bagageruimte bevond zich achter de bestuurdersstoel. Deze was van bovenaf bereikbaar en werd afgesloten met een deksel.
De bestuurdersstoel was vast gemonteerd. De passagiersstoel die op twee cilindervormige rails was gemonteerd, kon heen en weer worden bewogen. Voor, onder het dashboard, was een klapstoel gemonteerd die met de passagiersstoel in de achterste stand uitgeklapt kon worden.
Kleur van de carrosserie: bordeauxrood, blauw of Havana. Een klein aantal exemplaren is groen geschilderd (mosgroen) en het interieur is uitgevoerd in kunstleder rood, zwart (voor blauwe auto) of bruin. De vloerbedekking was zwart kokostapijt.
Er werden opbergvakken in de deur en naast de bestuurder aangebracht.
Dit model had een beperkte productie (slechts 8000) omdat de klanten de ongemakkelijke klapstoel niet leuk vonden. Dit model wordt sindsdien door verzamelaars ten onrechte "Faux Trefle" (vals klaverblad) genoemd.

### "Torpedo driezits Trefle" (Klaverblad) T3-2
Source 
Productie: Lange wielbasis chassis C3: begin 1925 tot juni 1926.

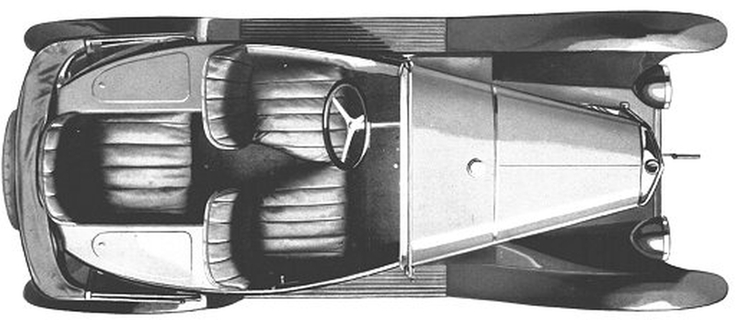
5 pk C3 T3-2 Torpedo 3-zits Trefle

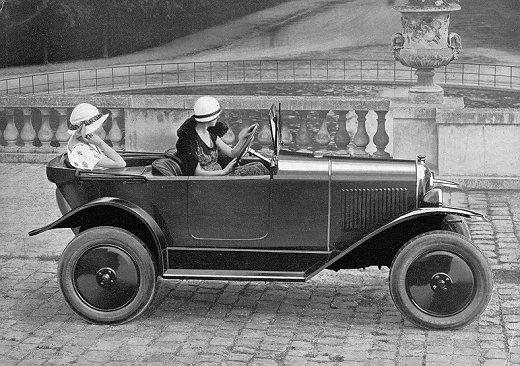
5HP C3 T3-2 - Catalogus 1924

Dit model vervangt de T3-1. Voren waren er twee individuele zitplaatsen; de derde zitplaats werd achteraan geplaatst, in het midden, vandaar de bijnaam "Torpedo Trefle". Een doorgang tussen de voorstoelen gaf toegang tot de achterste zitplaats.
Twee kleine bagagecompartimenten werden rechts en links van de achterbank geplaatst. Deze waren van bovenaf toegankelijk en werden afgesloten met een deksel.
Carroseeriekleur: donkerbeige tot 24 december, daarna werd het: bordeauxrood, kanonblauw of Havana. Zitplaatsen en interieur inrichting in kunstleder: rood of zwart voor rode auto's; zwart voor blauwe auto's; bruin of zwart voor Havana auto's. De vloerbedekking was zwart kokostapijt.
Er werden opbergvakken in de deur en naast de bestuurder aangebracht.
Het reservewiel werd achterop gemonteerd.

### "Cabriolet" (convertible) TL
Source
Productie: Korte wielbasis chassis (C2): maart 1923 tot september 1923 ... dan lange wielbasis chassis (C3): oktober 1923 tot juni 1926.

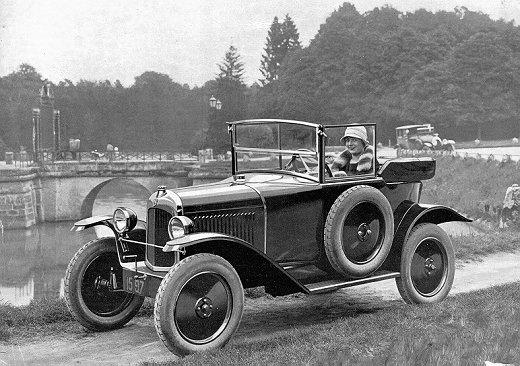
5HP C3 "Cabriolet" (convertible) TL- Catalog 1924

De "Cabriolet" was een luxere en comfortabelere versie dan de "Torpedo". De achterzijde was identiek aan de "Torpedo".
Carrosseriekleur: geel of Havana (C2- midden 1923), toen (C3-midden 1923/26): bordeauxrood, canonblauw of Havana. Zittingen en interieur: kunstleder: rood of zwart voor rode auto's; zwart voor blauwe auto's; bruin of zwart voor Havana-auto's. De vloerbedekking was zwart kokostapijt.
De kap is hermetisch gesloten; hij is gemaakt van zwart kunstleer, met een stoffen binnen bekleding, en metalen dakspanten. De kap kon van binnenuit worden geopend en gesloten. Op het lange wielbasisonderstel werd de kap in rood, bruin of zwart kunstleer leverbaar.
In de deur en naast de bestuurder werden opbergvakken aangebracht.
Bij het korte wielbasischassis was het deksel van de bagageruimte groter dan bij het T2-model, waardoor het niet mogelijk was het externe bagagerek te monteren; nadat klanten hadden geklaagd, keerde men bij het lange wielbasischassis terug naar het kleinere deksel.
Binnenin, achter de stoelen, was er een luik dat gesloten was met een deksel dat toegang gaf tot de kofferbak.
Aan de buitenkant was een T-vormige deurklink gemonteerd. De scharnieren zijn zichtbaar.
Een comfortabele zitbank bood voldoende ruimte voor twee personen. Bij de eerste modellen was de bijrijdersstoel iets smaller voor het gemak van de toegang.
Op het korte wielbasisonderstel werd het dashboard gepolijst aluminium, op het lange wielbasisonderstel werd het vervangen door mahonie gelakt met ingelegde lijnen op het dashboard en inlegwerk op de strips onder de ruiten.
De twee zijruiten konden naar beneden in het interieur van de deur en werden bediend met een riem zoals bij de toenmalige treinwagons. Deze ramen konden ook in de hoge stand worden gezet als de kap open was.
De voorruit bestond uit twee delen, het bovenste deel ging naar voren toe open om frisse lucht toe te laten en wat zicht bij zware regenval.

### "Voiture de Livraison" (bestelauto) VL

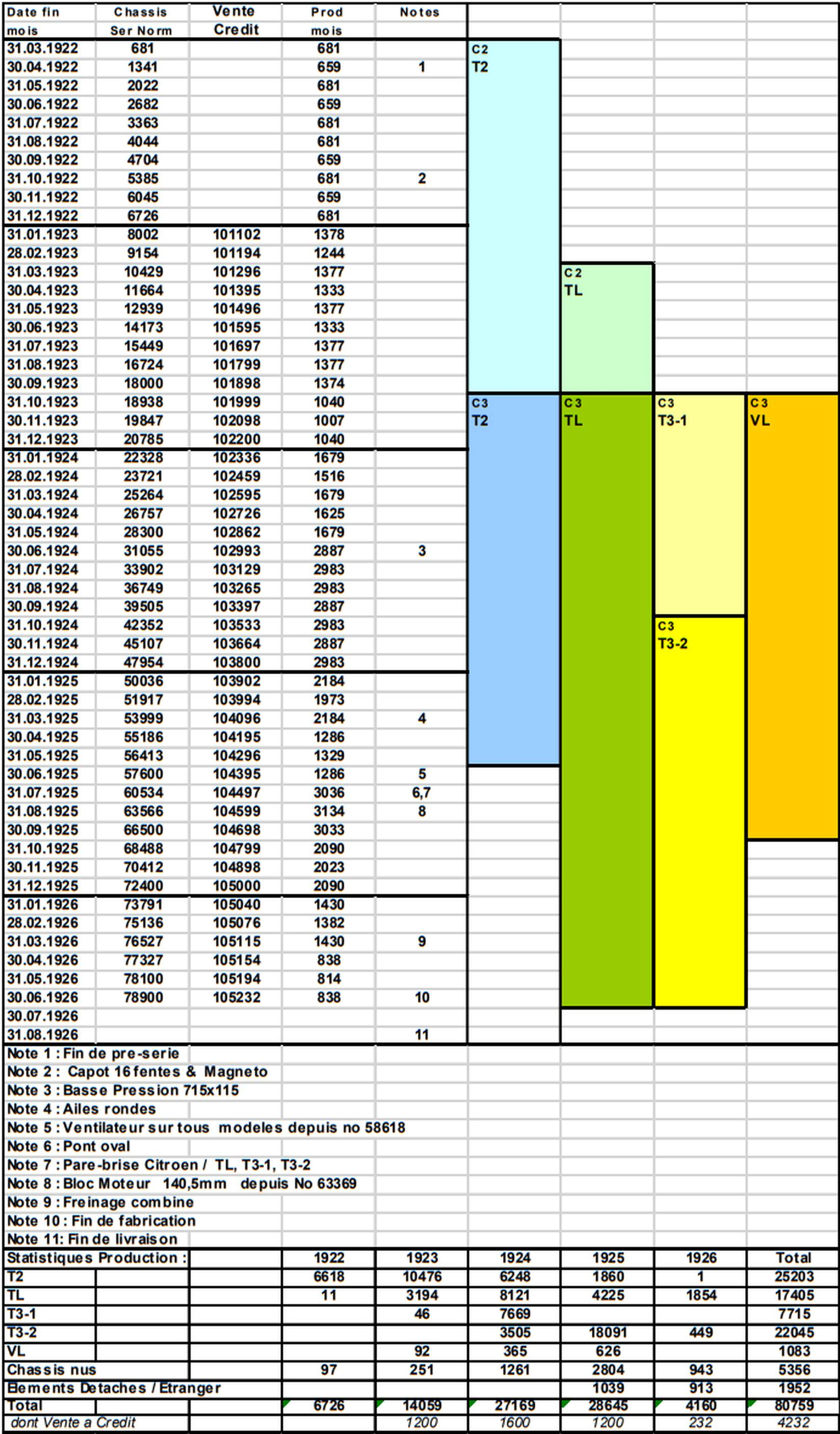
Datering per chassisnummer per modelplus productiestatistieken per jaar en model

Source
Productie: Chassis lang (C3): Begin 1924 tot medio 1925

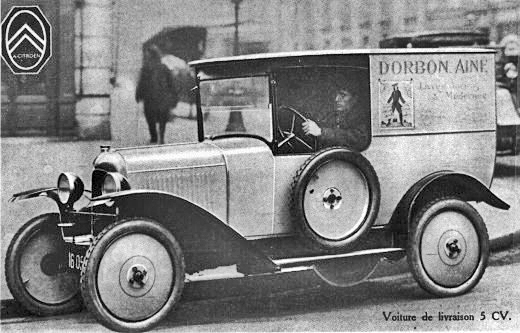
5HP C3 VL

Het laadvermogen van het voertuig bedroeg 125 kg. De binnenafmetingen van het laadruim zijn 750 mm lang, 1.070 mm breed en 1.070 mm hoog.
De auto was voorzien van twee aparte stoelen, die in kunstleer zijn uitgevoerd. De bestuurdersstoel was vastgezet; het passagierskussen kon worden verwijderd.
Het dak is uit één stuk opgebouwd en bestaat uit een houten frame dat bekleed is met kunstleer.
In de deur en naast de chauffeur werden opbergvakken aangebracht.
Het dashboard was gemaakt van zwart gelakt plaatstaal.
De carrosserie boorden waren van aluminium en zwart gelakt.
De voorruit was in twee delen, het bovenste deel opent naar voren toe zoals bij de Cabriolet.
De ruimte achterin was voorzien van twee zwenkdeuren.
In het voorste dwarsschot zat een schuifluik dat ladingen van 1500 mm lang kon doorlaten.
Het voertuig had slechts één deur, naar keuze rechts of links, die naar voren openging. Aan beide zijden waren gordijnen van waterdicht canvas. Carrosseriekleur: Havana; Zitplaatsen: zwart kunstleer. De vloer was bedekt met rubber.

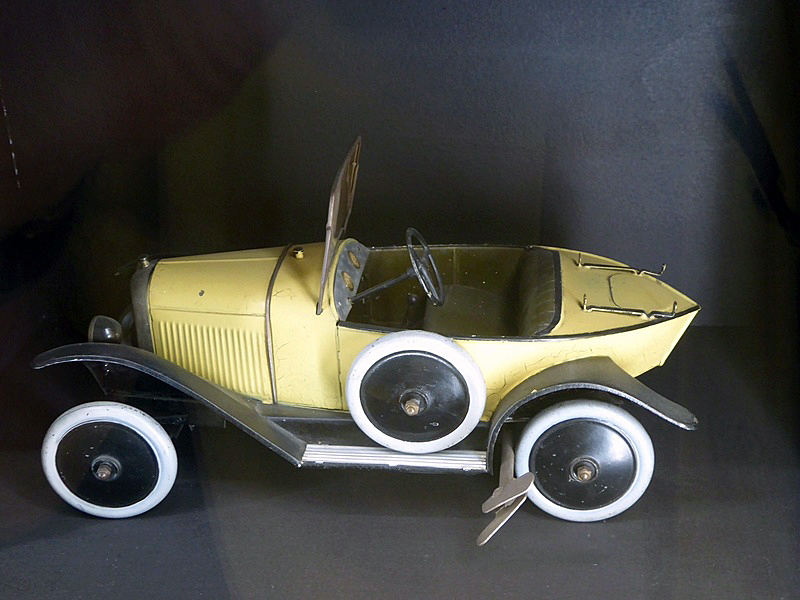
speelgoed 5HP Torpedo T2
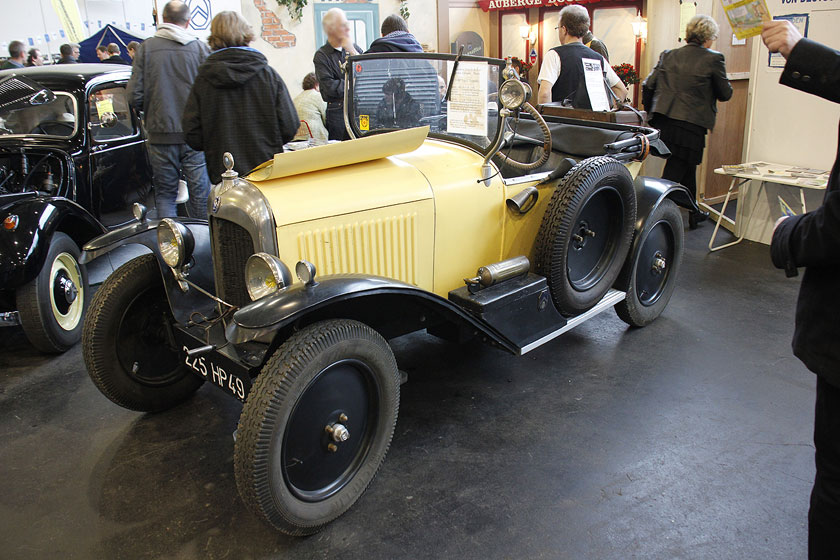
5HP C2 T2
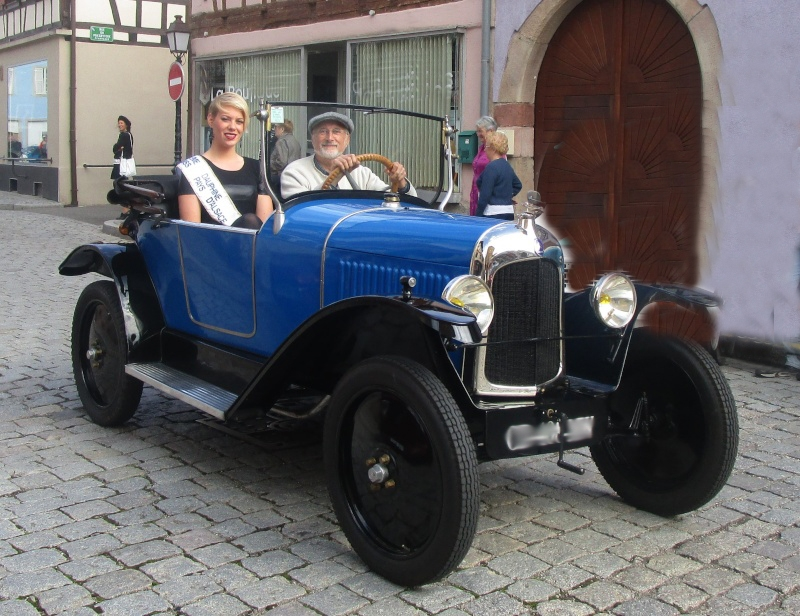
5HP C2 T2 1923
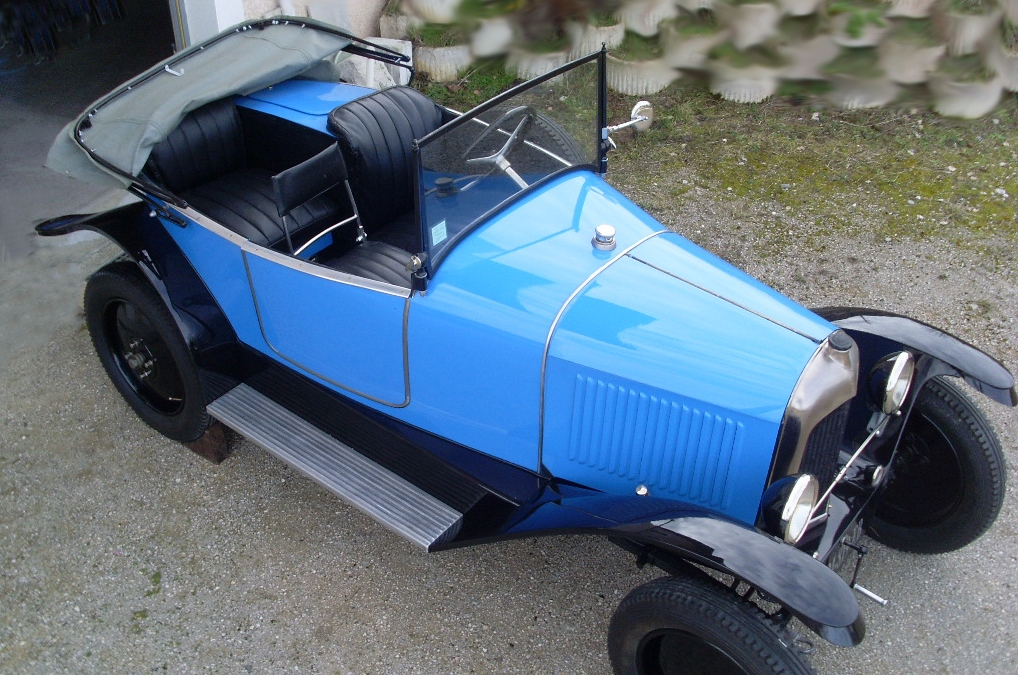
5HP C3 T3-1
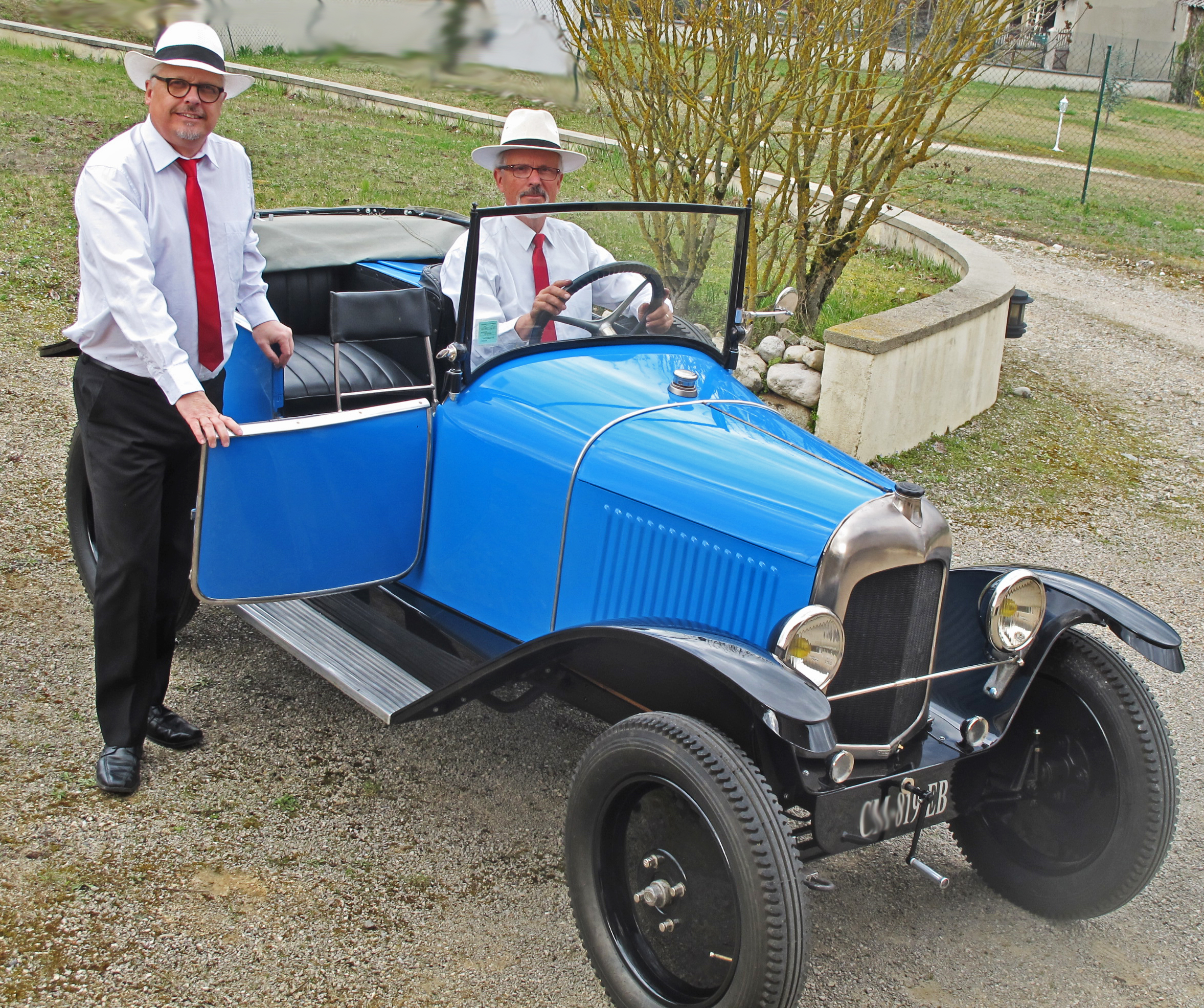
5HP C3 T3-1
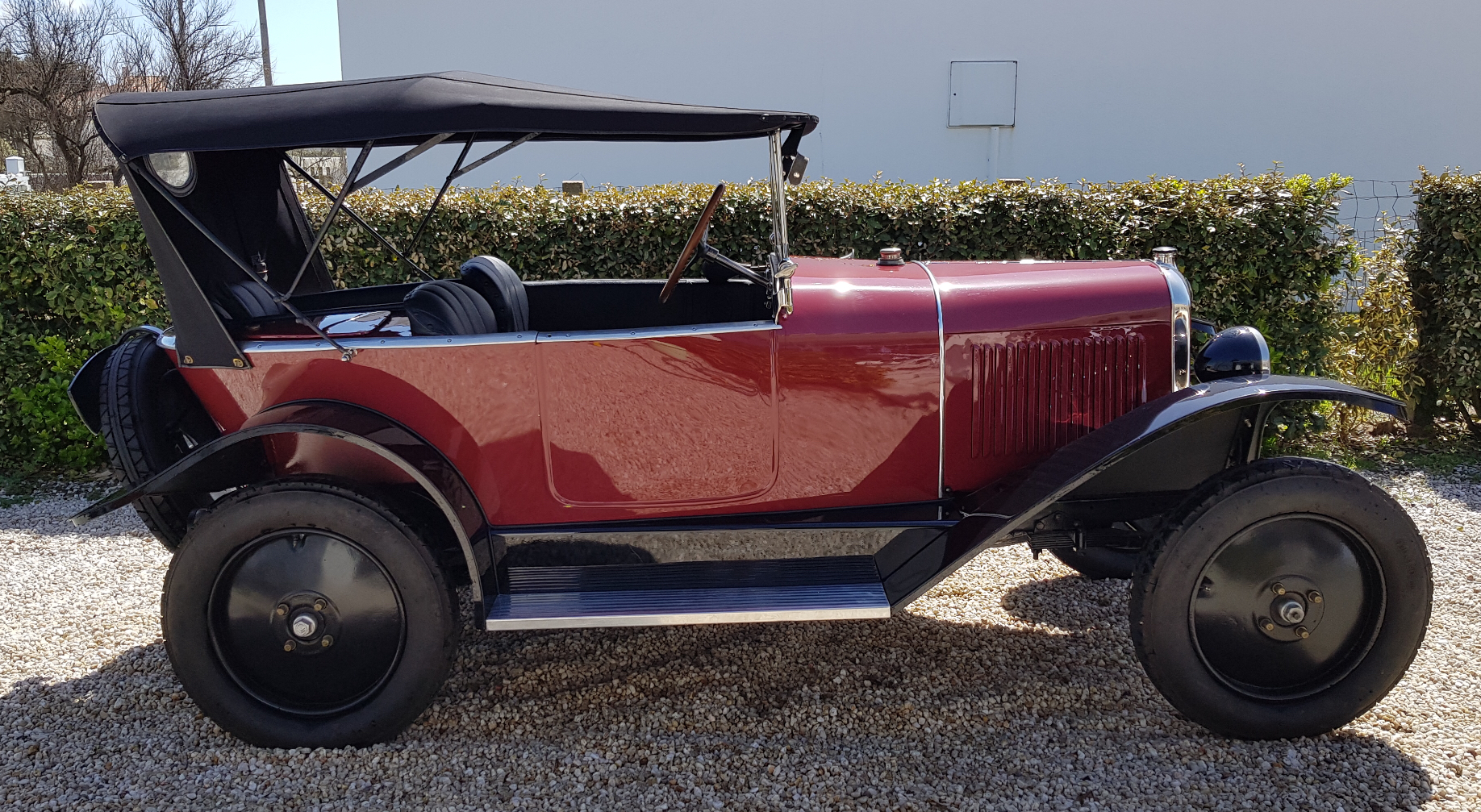
5HP C3 T3-2 1924
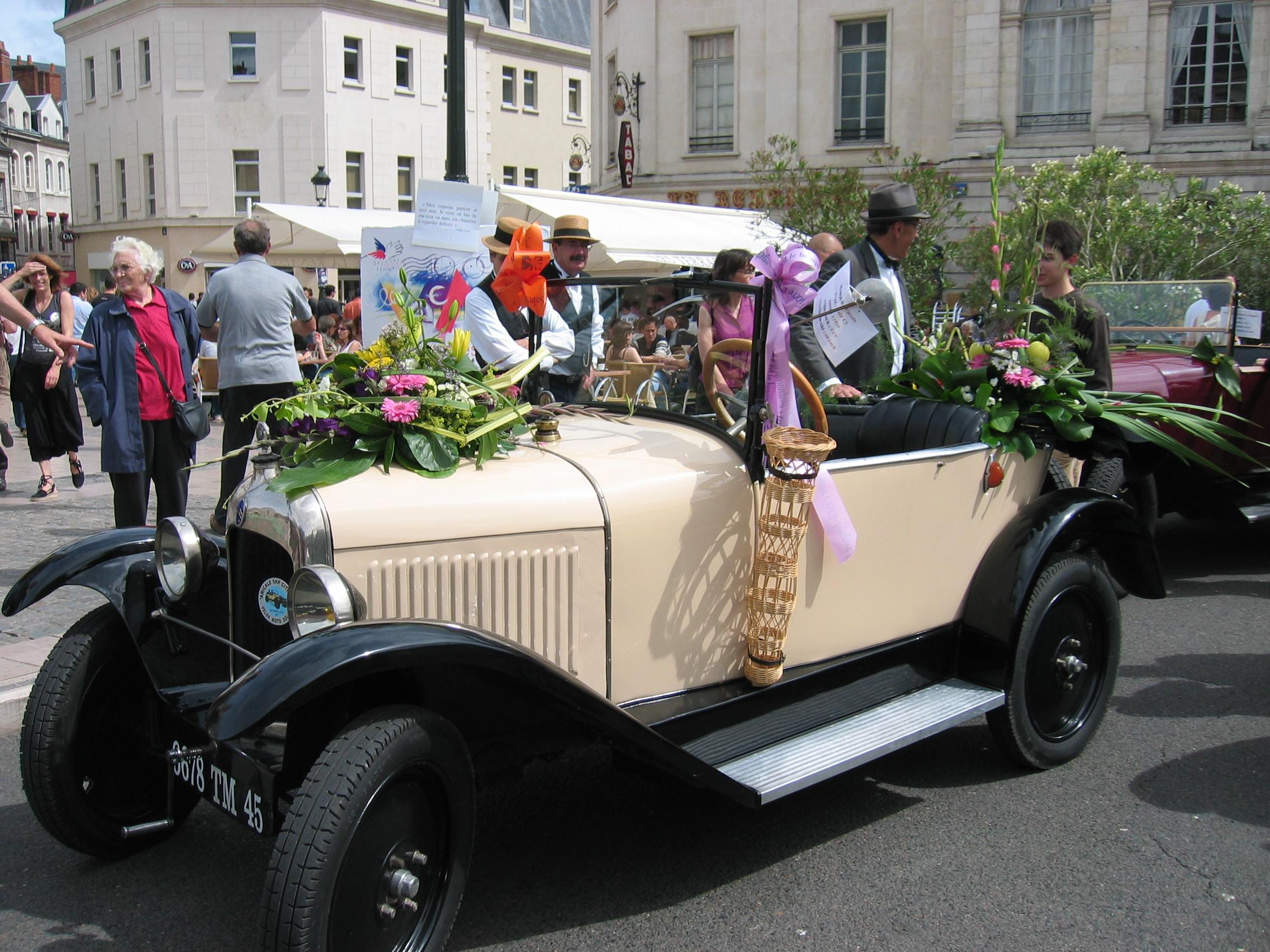
5HP C3 T3-2
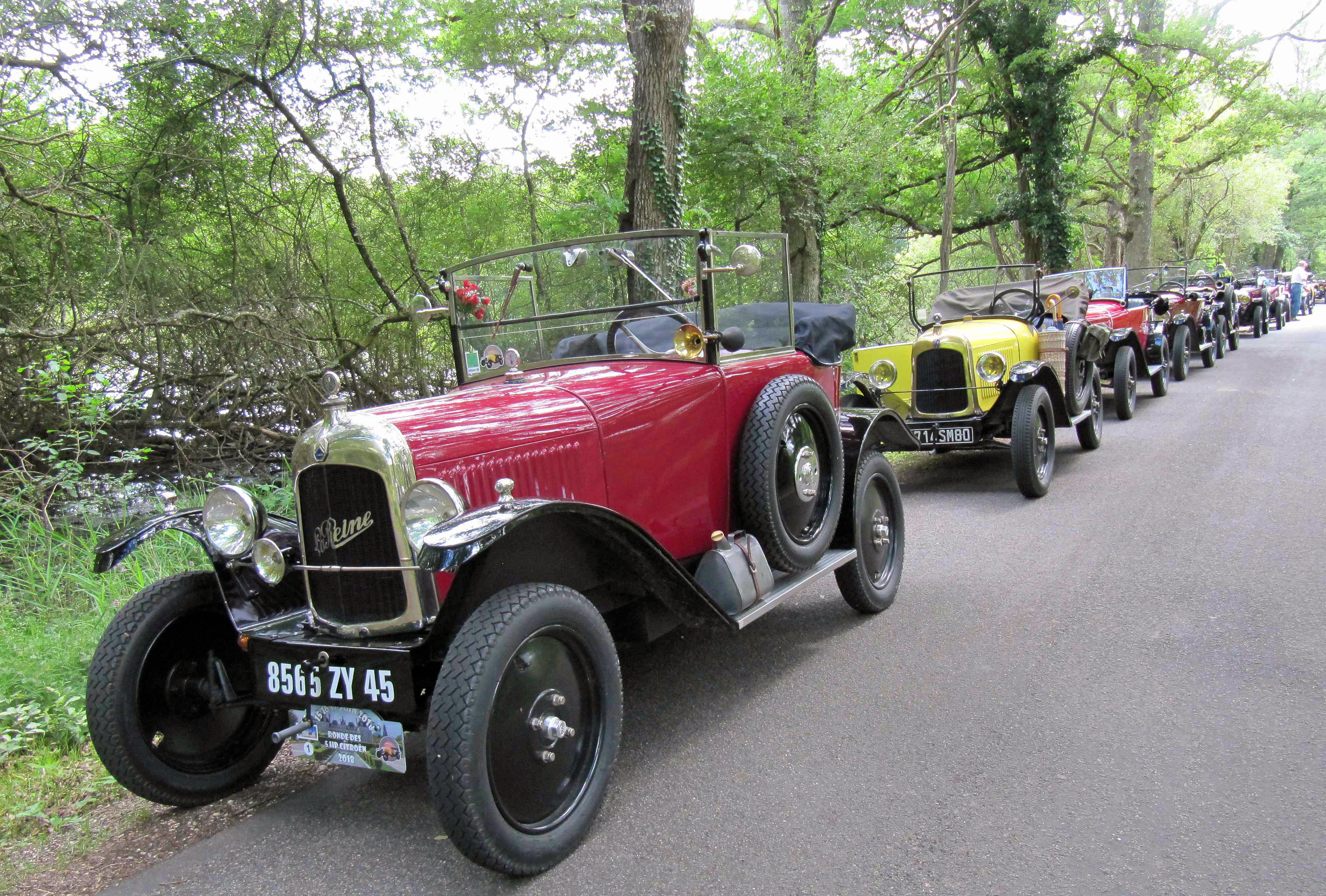
5HP C3 TL 1924
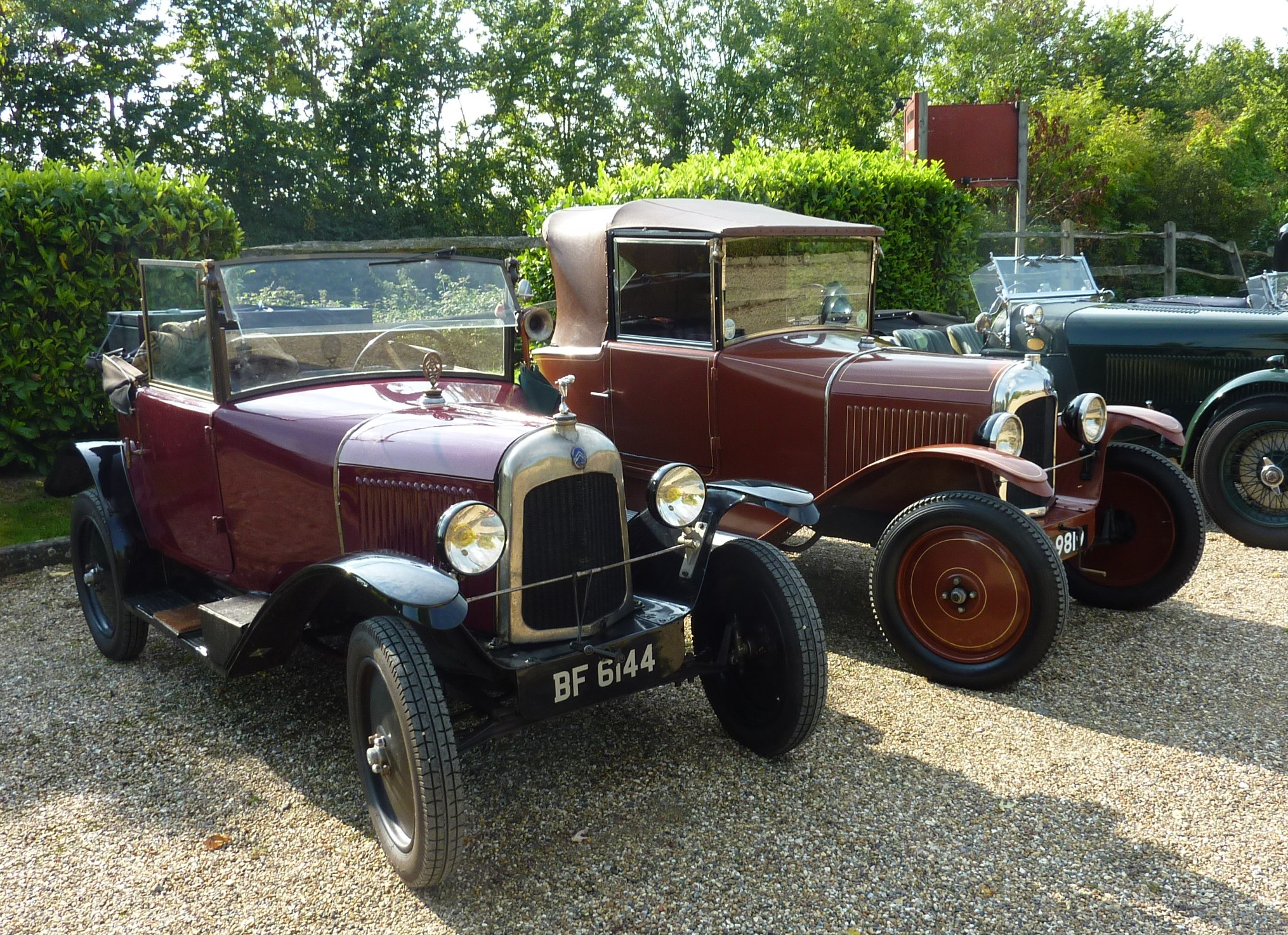
5HP Cabriolets C3 TL 1924
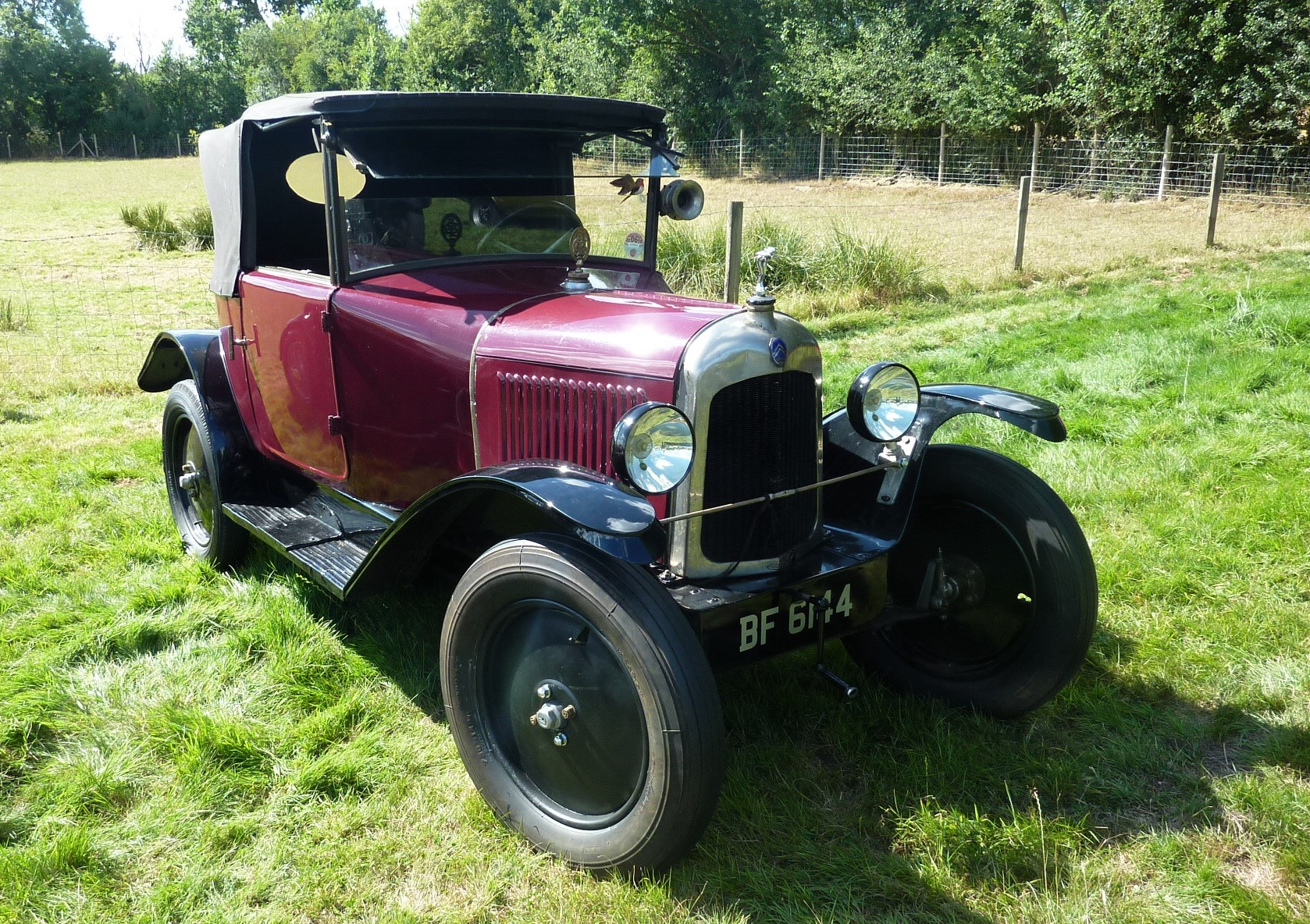
5HP C3 TL
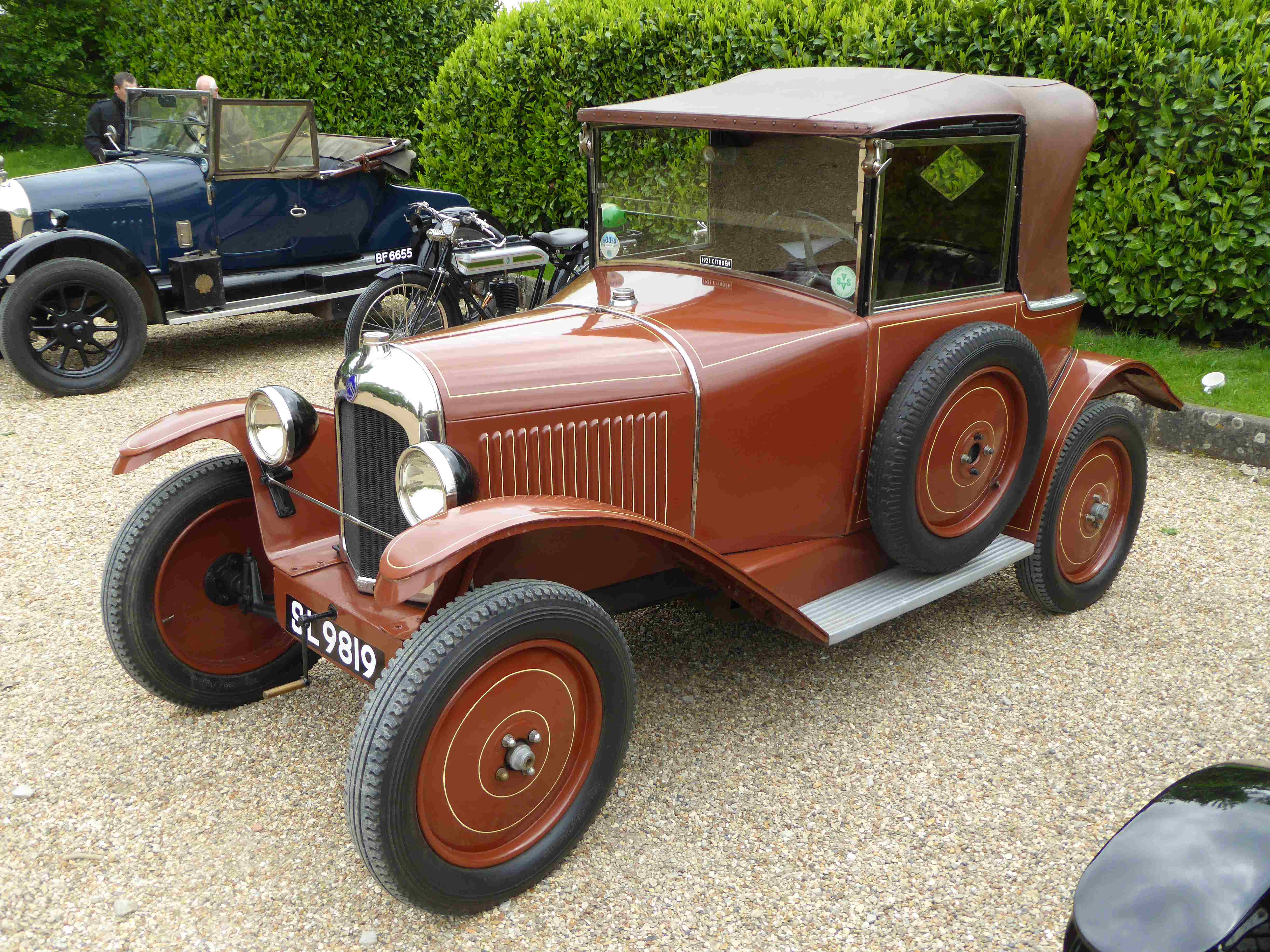
5HP C3 TL
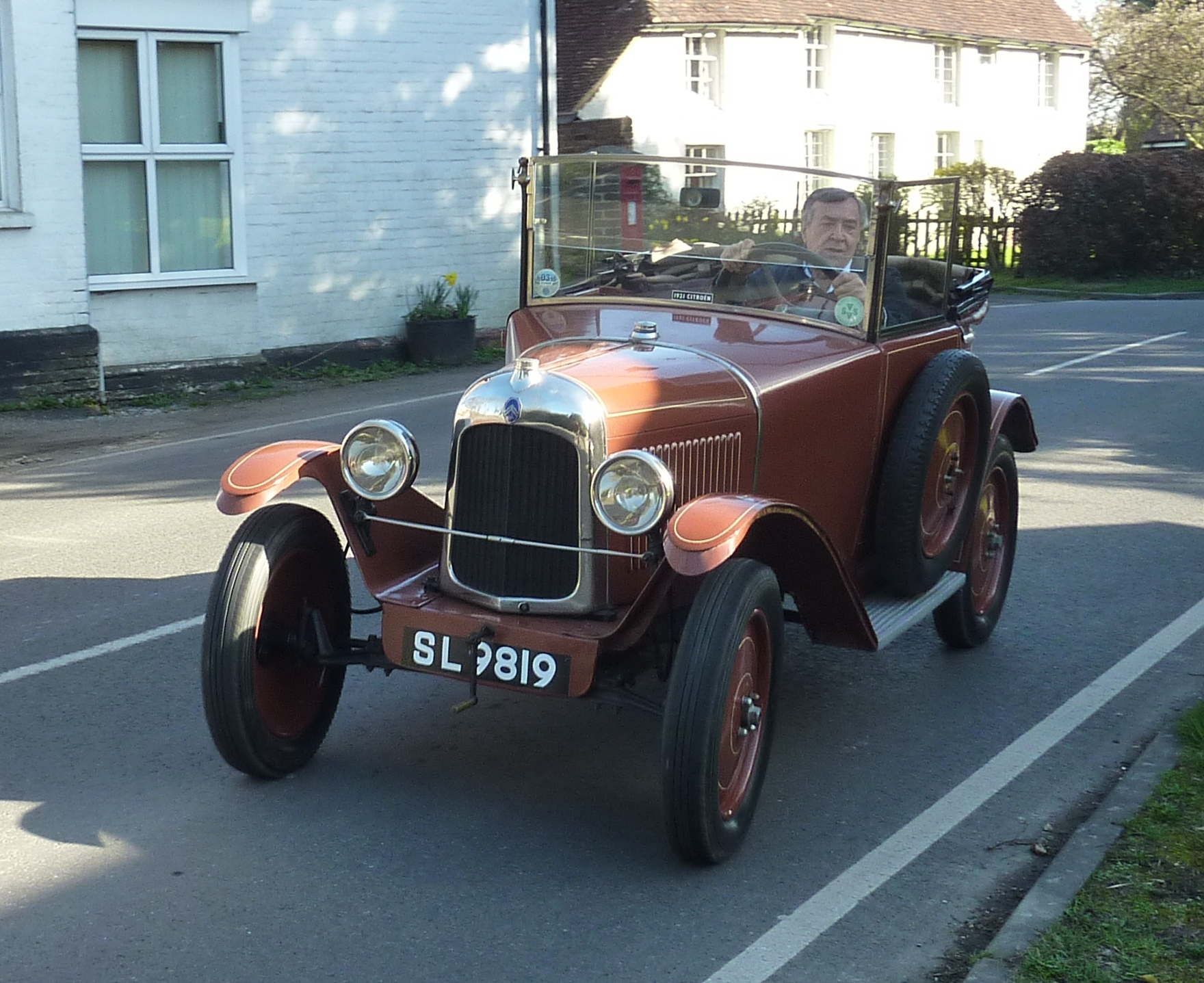
5HP C3 TL
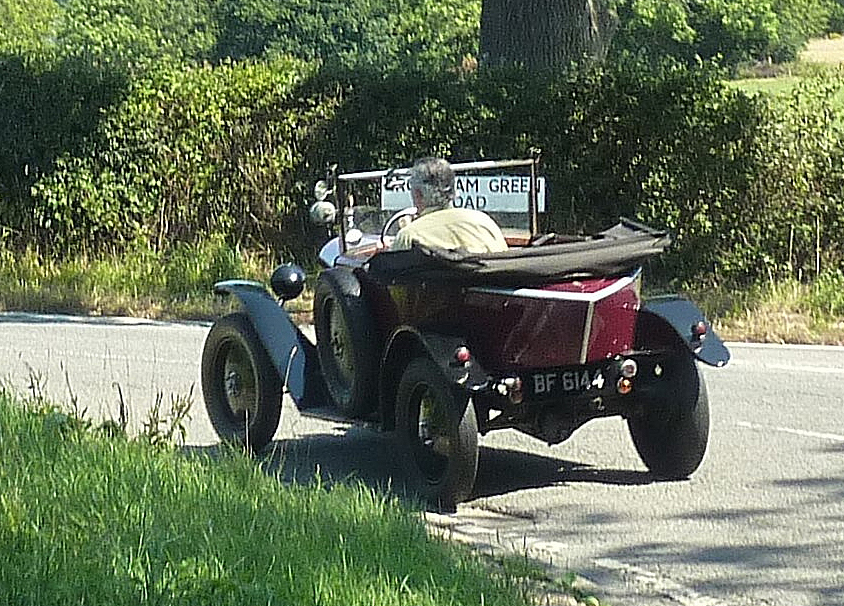
5HP C3 TL
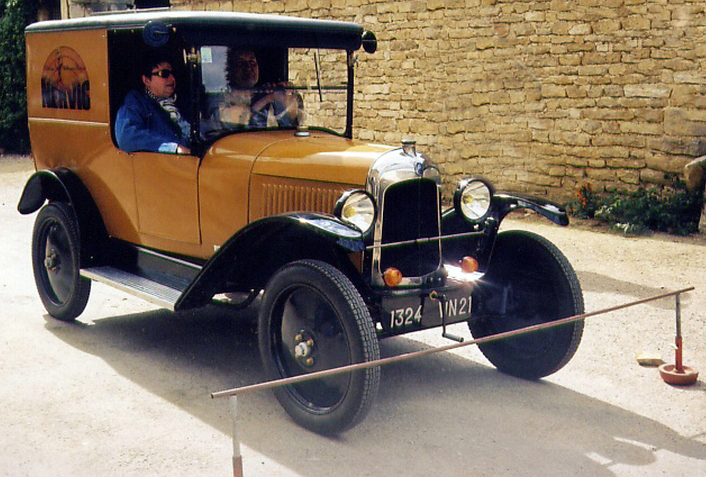
5HP C3 VL
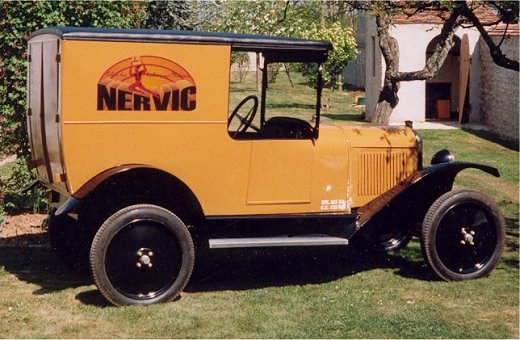
5 HP C3 VL 1924